# Michele Puccini
Pour les articles homonymes, voir Puccini (homonymie).
Michele Puccini (né le 27 novembre 1813 à Lucques – mort dans la même ville le 23 janvier 1864) est un compositeur et enseignant italien du XIXe siècle. 

## Biographie
Michele Puccini a fait ses études avec son grand-père Antonio Puccini et d'autres musiciens de Lucques. Il les a poursuivies avec comme maîtres Giuseppe Pilotti à Bologne, Donizetti et Mercadante à Naples. Il a été nommé professeur à l'Instituto Musicale Pacini à Lucques, puis directeur. Il était aussi organiste à San Martino.
Il était le fils de Domenico Puccini. Il a épousé Albina Magi (Lucques, 2 novembre 1830 - 17 juillet 1884) et il est le père de Giacomo Puccini (1858-1924).

## Œuvres
- Antonio Foscarino, opéra
- Giambattista Cattani o la rivoluzione degli Straccioni (Lucques, 1844)
- une Symphonie
- Un concertone (grand concerto), pour flûte, clarinette, cor, trompette et orchestre
- De la musique sacrée.